# Violonchelo eléctrico

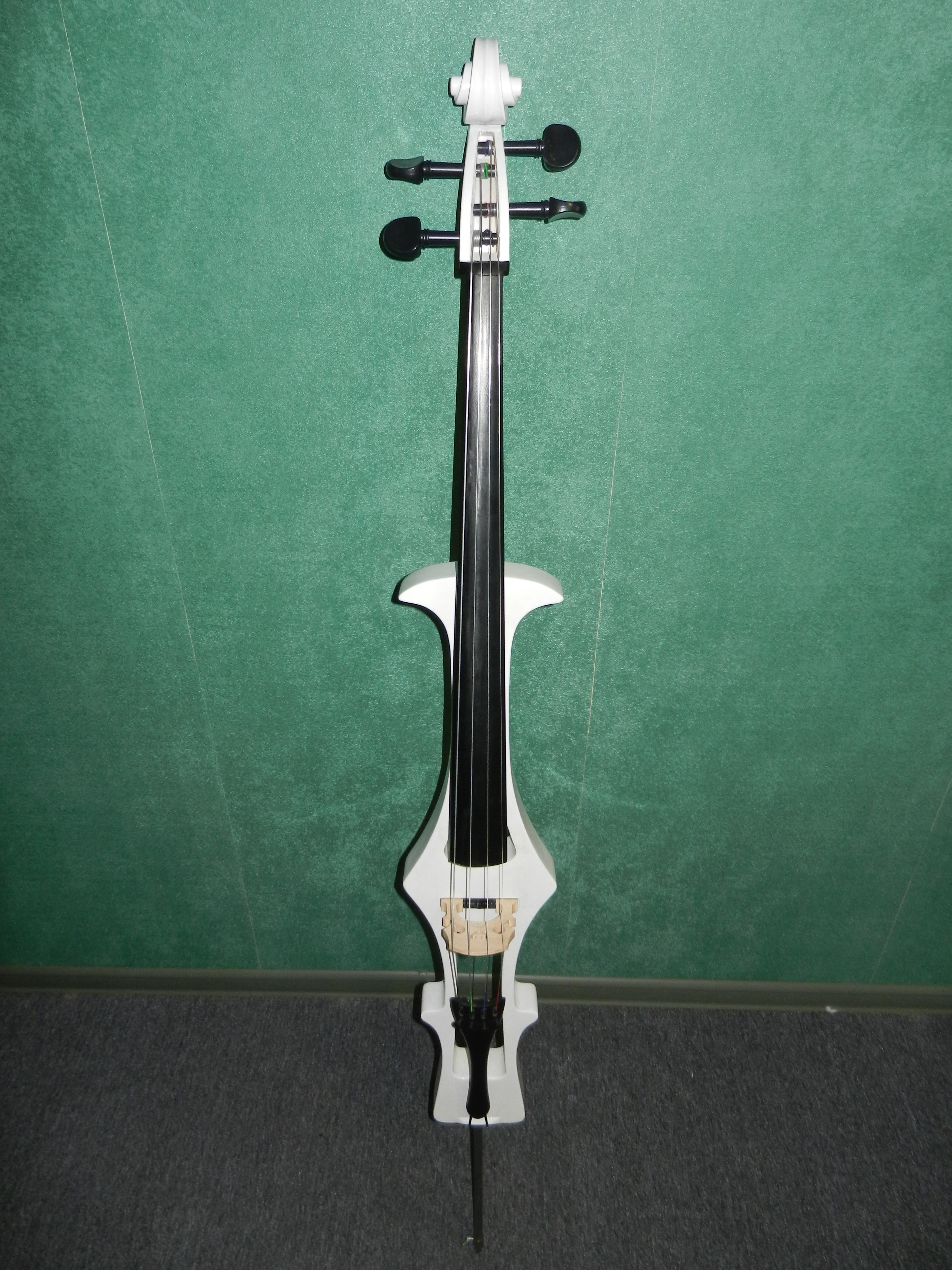

El Violonchelo eléctrico es un instrumento basado en el violonchelo acústico que produce sonido a partir de amplificación electrónica. Este instrumento no necesita de una caja de resonancia acústica para producir sonido, ya que la vibración de las cuerdas al ser tocadas con el arco o los dedos es amplificada por un circuito electrónico mediante transductores que convierten la vibración mecánica en electricidad.

## Características físicas
En su mayoría, tienen medidas estandarizadas del tamaño 4/4 para la longitud de cuerda y  tienen un diseño físico que asemeja a un instrumento acústico pero también se pueden encontrar diferentes diseños dependiendo de la marca o constructor y las necesidades de quien lo toque. Existen modelos que semejantes a cuerpos de guitarra y otros tipo stick que sólo mantienen las cuerdas, clavijas de afinación y el puente sobre una pieza larga de madera. En todos los casos se mantiene la afinación regular de quintas entre sus cuerdas; no obstante, el número de  el instrumento entre las piernas, no obstante, algunos modelos ofrecen métodos de soporte y sujeción para instrumentistas que deseen tocar de pie.  

## Tipos de transductores
El método de transducción eléctrica más utilizado es a través de un piezoeléctrico, también llamado micrófono de contacto, pues el sonido que produce es más parecido al sonido natural de un instrumento acústico. Sin embargo, también existen instrumentos con pastillas electromagnéticas, similares a las guitarras y bajos eléctricos, pero en este caso se deben utilizar cuerdas de núcleo metálico para obtener resultados óptimos. La captura de señal de este transductor incluye la totalidad de las cuerdas, teniendo salida de audio monoaural aunque algunos constructores ofrecen versiones con salida de audio polifónica o multicanal, utilizando un transductor para cada cuerda individual. Algunos modelos son de circuito pasivo mientras que otros pueden tener preamplificador con ecualizador integrado alimentado a través de baterías de 9v y con esto, tener mayor control sobre el timbre (tono) del instrumento.

## Géneros musicales asociados
También conocido como e-cello es ampliamente utilizado en géneros musicales como rock, metal y sus variaciones debido al sonido saturado y agresivo que fácilmente se puede conseguir; sin embargo, debido a que su uso se ha extendido a través de los años, se puede utilizar casi para cualquier género y estilo musical gracias a la manipulación de sonido a través de procesadores de sonido o pedales. Se puede observar el uso y experimentación con nuevos instrumentos particularmente dentro de la música académica contemporánea, acercándose a la música experimental, arte sonoro, etc.

## Instrumentos digitales y aumentados
La mayoría de violonchelos eléctricos producen una señal analógica que se puede amplificar fácilmente; sin embargo, existen algunos desarrollos que incluyen opciones de conversión analógica-digital. Propuestas como el celletto de Chris Chaffe y el Hypercello de Tod Machover abrieron la brecha digital para los violonchelos eléctricos. Estos instrumentos envían la señal analógica a un microcontrolador que analiza y codifica aspectos como la frecuencia en Hz, notas y controles MIDI o movimientos corporales mediante acelerómetros montados en el arco y sensores más específicos con la finalidad de procesar y obtener sonidos más complejos y diferentes al que comúnmente escuchamos en instrumentos acústicos.
Además de estos, se han desarrollado instrumentos aumentados similares o basados en chelos con especificaciones orientadas a la ejecución y producción sonora no convencional como el halldorophone de Halldor Ulfarsson, el violonchelo aumentado y sin cuerdas de Frances Marie Uitti y Knurl de Rafaele Andrade.